# Marcel Desailly
Marcel Desailly (n. 7 septembrie 1968, Accra, Ghana) este un fotbalist francez și ghanez retras din activitate, care a jucat pe post de fundaș central la echipe ca Chelsea, Nantes și Milan. Pe plan internațional, are prezențe la națională pentru Franța.
A fost jucător de bază al naționalei Franței cu care a câștigat Campionatul Mondial din 1998 și Campionatul European din 2000.

## Statistici

### Club
| Performanță la club | Performanță la club | Performanță la club | Campionat | Campionat | Cupă            | Cupă            | Altele            | Altele            | Continental | Continental | Altele  | Altele | Total   | Total  |
| Sezon               | Club                | Divizie             | Meciuri   | Goluri    | Meciuri         | Goluri          | Meciuri           | Goluri            | Meciuri     | Goluri      | Meciuri | Goluri | Meciuri | Goluri |
| Franța              | Franța              | Franța              | Ligă      | Ligă      | Coupe de France | Coupe de France | Coupe de la Ligue | Coupe de la Ligue | Europa      | Europa      | Altele  | Altele | Total   | Total  |
| ------------------- | ------------------- | ------------------- | --------- | --------- | --------------- | --------------- | ----------------- | ----------------- | ----------- | ----------- | ------- | ------ | ------- | ------ |
| 1986–87             | Nantes              | Division 1          | 13        | 0         | 1               | 0               | –                 | –                 | 2           | 0           | –       | –      | 16      | 0      |
| 1987–88             | Nantes              | Division 1          | 11        | 0         | 1               | 0               | –                 | –                 | –           | –           | –       | –      | 12      | 0      |
| 1988–89             | Nantes              | Division 1          | 36        | 1         | 4               | 0               | –                 | –                 | –           | –           | –       | –      | 40      | 1      |
| 1989–90             | Nantes              | Division 1          | 36        | 1         | 3               | 0               | –                 | –                 | –           | –           | –       | –      | 39      | 1      |
| 1990–91             | Nantes              | Division 1          | 34        | 1         | 4               | 0               | –                 | –                 | –           | –           | –       | –      | 38      | 1      |
| 1991–92             | Nantes              | Division 1          | 32        | 2         | 1               | 0               | –                 | –                 | –           | –           | –       | –      | 33      | 2      |
| 1992–93             | Marseille           | Division 1          | 31        | 1         | 3               | 0               | –                 | –                 | 10          | 1           | –       | –      | 44      | 2      |
| 1993–94             | Marseille           | Division 1          | 16        | 0         | 0               | 0               | –                 | –                 | –           | –           | –       | –      | 16      | 0      |
| Italia              | Italia              | Italia              | Ligă      | Ligă      | Coppa Italia    | Coppa Italia    | Supercoppa        | Supercoppa        | Europa      | Europa      | Altele  | Altele | Total   | Total  |
| 1993–94             | A.C. Milan          | Serie A             | 21        | 1         | 1               | 0               | 0                 | 0                 | 6           | 2           | 3       | 0      | 31      | 3      |
| 1994–95             | A.C. Milan          | Serie A             | 22        | 1         | 1               | 0               | 0                 | 0                 | 10          | 0           | 3       | 0      | 36      | 1      |
| 1995–96             | A.C. Milan          | Serie A             | 32        | 2         | 1               | 0               | –                 | –                 | 7           | 0           | –       | –      | 40      | 2      |
| 1996–97             | A.C. Milan          | Serie A             | 29        | 1         | 3               | 0               | 1                 | 0                 | 5           | 0           | –       | –      | 38      | 1      |
| 1997–98             | A.C. Milan          | Serie A             | 33        | 0         | 8               | 0               | –                 | –                 | –           | –           | –       | –      | 41      | 0      |
| Anglia              | Anglia              | Anglia              | Ligă      | Ligă      | FA Cup          | FA Cup          | League Cup        | League Cup        | Europa      | Europa      | Altele  | Altele | Total   | Total  |
| 1998–99             | Chelsea             | Premier League      | 31        | 0         | 6               | 0               | 0                 | 0                 | 7           | 1           | 1       | 0      | 45      | 1      |
| 1999–2000           | Chelsea             | Premier League      | 23        | 1         | 4               | 0               | 0                 | 0                 | 16          | 0           | –       | –      | 43      | 1      |
| 2000–01             | Chelsea             | Premier League      | 34        | 2         | 2               | 0               | 1                 | 0                 | 1           | 0           | 1       | 0      | 39      | 2      |
| 2001–02             | Chelsea             | Premier League      | 24        | 1         | 8               | 0               | 3                 | 0                 | 2           | 0           | –       | –      | 37      | 1      |
| 2002–03             | Chelsea             | Premier League      | 31        | 2         | 1               | 0               | 0                 | 0                 | 1           | 0           | –       | –      | 33      | 2      |
| 2003–04             | Chelsea             | Premier League      | 15        | 0         | 1               | 0               | 1                 | 0                 | 8           | 0           | –       | –      | 25      | 0      |
| Qatar               | Qatar               | Qatar               | Ligă      | Ligă      | Emir Cup        | Emir Cup        | Sheikh Jassem Cup | Sheikh Jassem Cup | Asia        | Asia        | Altele  | Altele | Total   | Total  |
| 2004–05             | Al-Gharafa          | Stars League        | 28        | 6         |                 |                 |                   |                   | –           | –           | –       | –      | 28      | 6      |
| 2005–06             | Qatar SC            | Stars League        | 7         | 0         |                 |                 |                   |                   | –           | –           | –       | –      | 7       | 0      |
| Țară                | Franța              | Franța              | 209       | 6         | 17              | 0               | —                 | —                 | 12          | 1           | —       | —      | 238     | 7      |
| Țară                | Italia              | Italia              | 137       | 5         | 14              | 0               | 1                 | 0                 | 28          | 2           | 6       | 0      | 186     | 7      |
| Țară                | Anglia              | Anglia              | 158       | 6         | 22              | 0               | 5                 | 0                 | 35          | 1           | 2       | 0      | 222     | 7      |
| Țară                | Qatar               | Qatar               | 35        | 6         |                 |                 |                   |                   | —           | —           | —       | —      | 35      | 6      |
| Total               | Total               | Total               | 539       | 23        | 53              | 0               | 6                 | 0                 | 75          | 4           | 8       | 0      | 681     | 27     |

1. ↑  Includes 1993 European Super Cup, 1994 European Super Cup, 1993 Intercontinental Cup and 1994 Intercontinental Cup
2. ↑  Includes 1998 UEFA Super Cup and 2000 FA Charity Shield